# Jim Kerr
James "Jim" Kerr ( 9. srpnja 1959. Glasgow, Škotska), škotski je glazbenik, pjevač, tekstopisac, poznat po svome radu u sastavu Simple Minds.

## Životopis
Nakon završene srednje škole u rodnom gradu Jim je 1977. osnovao punk rock skupinu Johnny And The Self Abusers, u kojem je svirao klavijature.
Sastav je djelovao 8 mjeseci, da bi u studenom 1977. promijenio ime u Simple Minds.
1984. Jim se ženi s pjevačicom sastava The Pretenders Chrissie Hynde, od koje se razvodi 1990. Iz tog braka ima kćer Yasmin Paris Kerr rođenu 1985.
1992. godine ženi glumicu Patsy Kensit, s kojom ima sina Jamesa (rođen u rujnu 1993.godine).
2008. Kerr sudjeluje u organizaciji proslave 90-tog rođendana Nelsona Mandele, bivšeg predsjednika Južnoafričke Republike. Simple Minds su imali jednu od glavnih uloga u organizaciji Mandelinog 70-tog rođendana s pjesmom "Mandela Day.".
2010. Jim izdaje samostalni album pod pseudonimom 'Lostboy! AKA'.